# Красне (Путивльська міська громада)
Кра́сне — село в Україні, у Путивльській міській громаді Конотопського району Сумської області. Населення — 61 особа. До 2018 року орган місцевого самоврядування — Сафонівська сільська рада.

## Географія
Село Красне розташоване за 105 км від обласного центру та  78 км від районного центру, на правому березі річки Сейм, вище за течією на відстані 1,5 км розташоване село Сафонівка, за 2 км розташоване сусіднє село Спадщина. Річка в цьому місці звивиста та утворює лимани, стариці й заболочені озера.

## Історія
8 лютого 2018 року, в ході децентралізації, Сафонівська сільська рада об'єднана з Путивльською міською громадою Путивльського району.
12 червня 2020 року, відповідно до розпорядження Кабінету Міністрів України № 723-р «Про визначення адміністративних центрів та затвердження територій територіальних громад Сумської області», село увійшло до складу Путивльської міської громади.
19 липня 2020 року, в результаті адміністративно-територіальної реформи та ліквідації Путивльського району, увійшло до складу новоутвореного Конотопського району.

## Населення
За переписом УРСР 1989 року чисельність наявного населення села становила 54 особи, з яких 22 чоловіки та 32 жінки.
За переписом населення України 2001 року в селі мешкало 58 осіб.

### Мова
Розподіл населення за рідною мовою за даними перепису 2001 року:
| Мова       | Чисельність | Відсоток |
| ---------- | ----------- | -------- |
| українська | 52          | 85,24%   |
| російська  | 9           | 14,76%   |
| Усього     | 61          | 100%     |